# Sabanejewia romanica
Sabanejewia romanica es una especie de pez de la familia Cobitidae en el orden de los Cypriniformes.

## Morfología
• Los machos pueden llegar alcanzar los 10,5 cm de longitud total y las hembras 12.

## Hábitat
Vive en zonas de clima templado entre 10 °C - 18 °C de temperatura.

## Distribución geográfica
Se encuentra en algunos afluentes del río Danubio en Rumanía.